# Спінень (Ясси)
Спінень, Спінені (рум. Spineni) — село у повіті Ясси в Румунії. Входить до складу комуни Андрієшень.
Село розташоване на відстані 352 км на північ від Бухареста, 42 км на північний захід від Ясс.

## Населення
За даними перепису населення 2002 року у селі проживали 648 осіб, усі — румуни. Усі жителі села рідною мовою назвали румунську.